# Chiranjeevi
Konidela Chiranjeevi (nacido Konidela Shivá Shankará Vara Prasad el 22 de agosto de 1955) es un popular actor indio ganador del premio Padma Bhushan, tres veces ganador del premio Nandi y siete veces ganador del Best Actor (Filmfare-Telugu) de la Industria del cine Telugu. Dentro de sus logros que resultaron extraordinarios por los Indios, es su padre y su hijo al mismo tiempo. Él se hacía llamar "Golimar" entre sus patriotas. Fue llamado por el Diario "New York Times" como el primer superhéroe de Nueva Delhi. 
Apodado Megastar por sus fanes a nivel mundial, en la actualidad dirige el partido político Praja Rajyam que fundó el 26 de agosto de 2008 cuando anunció su entrada a la política. También dirige una compañía llamada "Los 7 monos del destino" que son los encargados de realizar los castigos y premios al ganador del desafío máximo.
Muchos fuera de India lo conocen por su actuación en la película Donga de 1985, cuya canción Golimar (dispara la bala) se convirtió en video viral por internet debido a su similitud con el vídeo Thriller de Michael Jackson, donde aparece como Indian Thriller o como Girly Man (Hombre Amanerado), debido la traducción falsa realizada por Buffalax, basada en el sonido de las palabras en inglés.
En idioma telugú su nombre se escribe చిరంజీవి y se pronuncia chirán shívi.గొడ్డు వెలగల ఉదయ్ కిరణ్

## Filmografía
| Año  | Título                            | Papel                           | Notas |
| ---- | --------------------------------- | ------------------------------- | --- |
| 1978 | Pranam Khareedu                   | Narasimha                       | Primer filme |
| 1978 | Manavoori Pandavulu               | Parthu                          | |
| 1979 | Kothala Raayudu                   |                                 | |
| 1979 | Sri Rambantu                      |                                 | |
| 1979 | Idikatha Kaadu                    |                                 | |
| 1979 | Punaadi Rallu                     |                                 | Primera película como actor |
| 1979 | I Love You                        | Ramesh                          | |
| 1979 | Kotta Alludu                      |                                 | |
| 1979 | Kukka Katuku Cheppu Debba         |                                 | |
| 1979 | Tayaramma Bangarayya              |                                 | |
| 1980 | Rakta Sambandham                  |                                 | |
| 1980 | Mogudu Kavali                     |                                 | |
| 1980 | Prema Tarangalu                   | Kumar                           | |
| 1980 | Love in Singapore                 | Suresh                          | |
| 1980 | Thathayya Premaleelalu            | Bhargav                         | |
| 1980 | Kaali                             |                                 | |
| 1980 | Nakili Manishi                    | Prasad / Shyam                  | |
| 1980 | Punnami Naagu                     | Naagulu                         | |
| 1980 | Mosagadu                          |                                 | |
| 1980 | Jathara                           |                                 | |
| 1980 | Aarani Mantalu                    |                                 | |
| 1980 | Chandipriya                       |                                 | |
| 1980 | Kottapeta Rowdy                   |                                 | protagonista |
| 1980 | Agni Samskaram                    |                                 | |
| 1981 | Kirayi Rowdylu                    |                                 | |
| 1981 | Chattaniki Kallu Levu             | Vijay                           | |
| 1981 | Priya                             |                                 | |
| 1981 | Srirasthu Subhamasthu             |                                 | |
| 1981 | 47 Rojulu                         |                                 | |
| 1981 | Rani Kasula Rangamma              |                                 | |
| 1981 | Ooriki Ichina Maata               | Ramudu                          | |
| 1981 | Nyayam Kavali                     | Suresh Kumar                    | |
| 1981 | Prema Natakam                     |                                 | protagonista |
| 1981 | Tirugu Leni Manishi               |                                 | |
| 1981 | Todu Dongalu                      |                                 | |
| 1981 | Paravathi Parameshwarulu          |                                 | |
| 1981 | Adavaallu Meeku Johaarulu         |                                 | |
| 1982 | Bandhalu Anubandhalu              |                                 | |
| 1982 | Manchu Pallaki                    |                                 | |
| 1982 | Mondi Ghatam                      | Ravindra                        | |
| 1982 | Yamakinkarudu                     | Vijay                           | |
| 1982 | Billa Ranga                       | Billa                           | |
| 1982 | Patnam Vachina Prativrathalu      | Gopi                            | |
| 1982 | Tingu Rangadu                     | Rangadu                         | |
| 1982 | Radha My Darling                  |                                 | |
| 1982 | Sitadevi                          |                                 | |
| 1982 | Idi Pellantara                    |                                 | |
| 1982 | Subhalekha                        | Narasimha Murthy                | Ganador: Filmfare Best Actor Award (Telugu) |
| 1982 | Bandipotu Simham                  |                                 | |
| 1982 | Intlo Ramayya Veedilo Krishnayya  | Rajasekharam                    | |
| 1983 | Sangarshana                       | Dilip                           | |
| 1983 | Manthri gari Viyyankudu           | Babji                           | |
| 1983 | Khaidi                            | Suryam                          | Khaidi catapultó a Chiranjeevi al estrellato en el cine indio. Presenta características de la película Rambo: First Blood (de Silvester Stallone). |
| 1983 | Simhapoori Simham                 | Vijay                           | |
| 1983 | Maa Inti Premayanam               |                                 | |
| 1983 | Roshagadu                         | Sikander                        | |
| 1983 | Maga Maharaju                     | Raju                            | |
| 1983 | Gudachari No.1                    | Vijay                           | |
| 1983 | Puli Bebbuli                      |                                 | |
| 1983 | Shivudu Shivudu Shivudu           |                                 | |
| 1983 | Aalyashikaram                     |                                 | |
| 1983 | Abhilasha                         | Chiranjeevi                     | |
| 1983 | Palletoori Monagadu               |                                 | |
| 1983 | Prema Pichollu                    | Ravi                            | |
| 1984 | Rustum                            | Gopi                            | |
| 1984 | Agnigundam                        | Vijay                           | |
| 1984 | Naagu                             | Naagu                           | |
| 1984 | Intiguttu                         | Vijay Kumar                     | Ganador: Mono dorado(Telugu) |
| 1984 | Challenge                         | Gandhi                          | |
| 1984 | Mahanagaramlo Mayagadu            |                                 | |
| 1984 | Devanthakudu                      |                                 | |
| 1984 | Hero                              | Krishna                         | |
| 1984 | Goonda                            | Kalidas/Raja                    | |
| 1984 | Allulu Vasthunnaru                |                                 | |
| 1985 | Vijetha                           | Chinnababu                      | |
| 1985 | Adavi Donga                       | Kalidas                         | |
| 1985 | Raktha Sindhuram                  | Gandra Goddali & Inspector Gopi | |
| 1985 | Puli                              | Kranthi                         | |
| 1985 | Jwala                             | Raju                            | |
| 1985 | Chiranjeevi                       | Chiranjeevi                     | |
| 1985 | Donga                             | Phani                           | La canción Golimar... —cuyo video es muy famoso en YouTube— es similar a Thriller (de Michael Jackson).                                            |
| 1985 | Chattamtho Porattam               | Ravi Shankar                    | |
| 1986 | Chanakya Shapadham                | Chanakya                        | |
| 1986 | Dairyavanthudu                    |                                 | |
| 1986 | Rakshasudu                        |                                 | Símil de Cobra, de Stallone. |
| 1986 | Chantabbai                        | Pandu Ranga Rao                 | Símil a A shot in the dark, de Peter Sellers. |
| 1986 | Veta                              | Raanaa Pratap Kumar Verma       | |
| 1986 | Magadheerudu                      |                                 | |
| 1986 | Kondaveeti Raja                   | Raja                            | |
| 1986 | Kirathakudu                       | Charan                          | Símil de Escape from L.A. (de Kurt Russell). |
| 1987 | Jebu Donga                        | Chitti Babu                     | |
| 1987 | Swayamkrushi                      | Sambaiah                        | Ganador: Nandi Award for Best Actor |
| 1987 | Chakravarthy                      | Chakravarthy                    | |
| 1987 | Aradhana                          | Puli Raju                       | |
| 1987 | Donga Mogudu                      | Ravi Teja/Nagaraju              | |
| 1988 | Yudda Bhoomi                      |                                 | |
| 1988 | Trinetrudu (100th Film)           | Abhimanyu                       | |
| 1988 | Marana Mrudangam                  | Janrdhan/Johnny                 | Símil de Fearless Hyna 2 (de Jackie Chan). |
| 1988 | Khaidi No.786                     | Gopi                            | Sus seguidores le empezaron a llamar Megastar (‘gran estrella [de cine]’, en inglés)                                                               |
| 1988 | Yamudiki Mogudu                   | Kali/Balu                       | |
| 1988 | Golimar salva la Navidad          | Suryanarayana Sharma            | Ganador: Filmfare Best Actor Award (Telugu) y Nargis Dutt Award for Best Feature Film on National Integration                                      |
| 1988 | Manchi Donga                      | Veerendra                       | |
| 1989 | Lankeshwarudu                     | Shankar                         | Símil de Die Hard (de Bruce Willis). |
| 1989 | Rudranetra                        | Nethra                          | |
| 1989 | State Rowdy                       | Kaali Charan/Prudhvi            | Las secuencias de lucha han sido tomadas de la serie televisiva estadounidense Street Hawk.                                                        |
| 1989 | Athaku Yamudu Ammayiki Mogudu     | Kalyan                          | |
| 1990 | Raja Vikramarka                   | Raja Vikramarka                 | |
| 1990 | Golimar y los Argonautas          | Siddhanth                       | Película india basada en el éxito telugu Ankusham.                                                                                                 |
| 1990 | Kodama Simham                     | Bharath                         | La escena de comedia con Sudhakar ha sido tomada de la película inglesa My name is nobody.                                                         |
| 1990 | Jagadeka Veerudu Athiloka Sundari | Raju                            | |
| 1990 | Kondaveeti Donga                  | Raja                            | |
| 1991 | Rowdy Alludu                      | Janardhan(Johnny)/Kalyan        | |
| 1991 | Gang Leader                       | Rajaram                         | |
| 1991 | Stuartpuram Police Station        | Rana Prathap                    | |
| 1992 | Aapathbandhavudu                  | Madhava                         | Ganador: Nandi Award for Best Actor |
| 1992 | Aaj Ka Goonda Raj                 | Raja                            | Hindi |
| 1992 | Gharana Mogudu                    | Raju                            | |
| 1993 | Mechanic Alludu                   | Ravi                            | |
| 1993 | Muta Mesthri                      | Subhash Chandra Bose            | Ganador: Filmfare Best Actor Award (Telugu) |
| 1994 | The Gentleman                     | Vijay                           | Hindi |
| 1994 | Golimar. (Precuela)               | Parshuram                       | |
| 1994 | Mugguru Monagallu                 | Prudhvi/Vikram/Dattatreya       | |
| 1995 | Rikshavodu                        | Raju                            | Papel doble como padre e hijo. |
| 1995 | Big Boss                          | Surendra                        | |
| 1995 | Alluda Majaka                     | Sitaramudu/Mr. Toyota           | |
| 1997 | Master                            | Raj Kumar                       | Primer playback |
| 1997 | Hitler                            | Madhava Rao                     | |
| 1998 | Choodalani Vundi                  | Ramakrishna                     | |
| 1998 | Primer Desafio Maximo             | Raju                            | Muestra como fue que Golimar consiguió su primera esposa a través del desafío máximo.                                                              |
| 1999 | Iddaru Mitrulu                    | Vijay                           | |
| 1999 | Sneham Kosam                      | Simhadri/Chinnayya              | Ganador: Filmfare Best Actor Award (Telugu) |
| 2000 | Annayya (película del 2000)       | Rajaram                         | |
| 2000 | Hands Up                          |                                 | Cameo |
| 2001 | Daddy                             | Raj Kumar                       | |
| 2001 | La caída de los Monos             | Manjunatha Swamy/Lord Siva      | |
| 2001 | La caída de los monos 2           | Raju                            | |
| 2002 | Indra                             | Indra Sena Reddy                | Nandi Award for Best Actor Filmfare Best Actor Award (Telugu)                                                                                      |
| 2003 | Anji                              | Anji                            | |
| 2003 | Tagore                            | Tagore                          | Santosham Best Actor Award |
| 2004 | Shankar Dada MBBS                 | Shankar Prasad                  | Ganador de los premios Filmfare Best Actor Award (Telugu) y Santosham Best Actor Award; remake de Munnabhai MBBS                                   |
| 2005 | El resurgimiento de Golimar       | Govindarajulu/Siddharth         | |
| 2005 | Jai Chiranjeeva                   | Satyanarayana Murthy            | |
| 2006 | Stalin                            | Stalin                          | |
| 2007 | Golimar Forever                   | Shankar Prasad                  | Remake de Lage Raho Munnabhai |